# Joachim Bodamer
Joachim Bodamer (ur. 26 czerwca 1910 w Stuttgarcie, zm. 7 lipca 1985 ) – niemiecki psychiatra i neurolog lub „patolog społeczny” oraz autor licznych książek non-fiction, w tym publikacji na temat historii medycyny. 

## Życie
Po uczęszczaniu do Gimnazjum Humanistycznego w Stuttgarcie, Joachim Bodamer studiował medycynę, psychologię i filozofię w Heidelbergu, Berlinie i Monachium i pracował jako specjalista od zaburzeń nerwowych i emocjonalnych oraz jako „psychiatra i starszy lekarz w sanatorium w południowych Niemczech”. W 1947 r. jako pierwszy opisał kliniczny obraz prozopagnozji. W 1955 r. Bodamer opublikował książkę "Gesundheit und technische Welt"(Zdrowie i techniczny świat), w której nakreślił „obraz bezlitośnie stechnicyzowanego wieku”.
W swojej książce "Der Mann von heute" (1956) Bodamer uważa, że mężczyźni „wpędzili kobiety w »erotyczną rywalizację«, która niszczy »wysoką wartość osobowościową powściągliwości i wstydu«, »która tak nierozerwalnie należy do kobiety, że bez niej nie jest ona kobietą«”